# آق‌گل امان‌مرادووا
آق‌گُل امان‌مُرادووا (ازبکی: Oqgul Omonmurodova, Оқгул Омонмуродова؛ زاده ۲۳ ژوئن ۱۹۸۴) یک تنیس‌باز اهل ازبکستان است.